# Cylindrosporium eryngii
Cylindrosporium eryngii är en svampart som beskrevs av Ellis & Kellerm. 1887. Cylindrosporium eryngii ingår i släktet Cylindrosporium, ordningen disksvampar, klassen Leotiomycetes, divisionen sporsäcksvampar och riket svampar.   Inga underarter finns listade i Catalogue of Life.